# 4377 Koremori
4377 Koremori eller 1987 GD är en asteroid i huvudbältet som upptäcktes den 4 april 1987 av de båda japanska astronomerna Takeshi Urata och Tsuneo Niijima i Ojima. Den är uppkallad efter Taira no Koremori.
Asteroiden har en diameter på ungefär 9 kilometer.